# چالکایدا (شهرستان اوزکند)
چالکایدا (به لاتین: Chalk-Öydö) یک منطقهٔ مسکونی در قرقیزستان است که در شهرستان اوزکند واقع شده‌است. چالکایدا ۱٬۷۹۸ نفر جمعیت دارد و ۱٬۸۲۰ متر بالاتر از سطح دریا واقع شده‌است.